# Подольский полугрошик

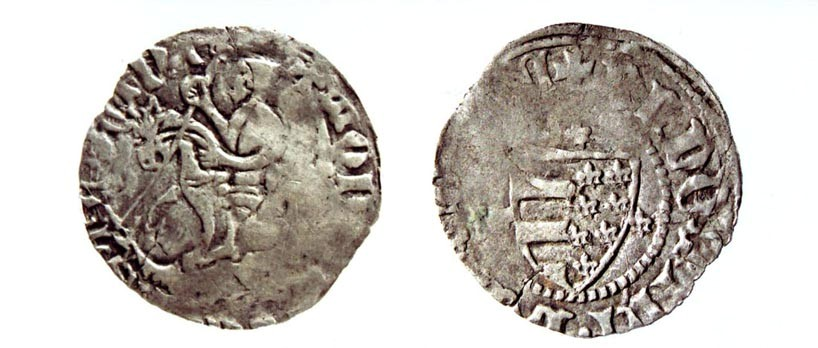
Подольский полугрошик

Подо́льский полугро́шик — название монет, которые чеканили в городах Смотрич и Каменец-Подольский для Подольского княжества. Выпускались во времена правления князя Константина Кориатовича (с 1380 до 1391 год) и князя Фёдора Кориатовича (1388—1394).
На аверсе монеты Константина был изображен Георгий Победоносец (родовой герб Кориатовичей), на реверсе — герб венгерских и польских королей из династии Анжу. На ранних монетах была надпись на латыни: MONETA CONSTANTINI / +DVCIS H(EREDIS ЕТ) DOMINI DE SMOTRIC («Монета Константина / князя, дедыча и господаря Смотрича»), на поздних — MONETA CONSTANTINI / +DVCIS HEREDIS ЕТ DOMINI DE PODOLIA («Монета Константина / князя, дедыча и господаря Подолья»). Диаметр: 17,5—18,5 мм; вес: 0,8—1,2 г.